# Гор, Силас
Си́лас О́улавссон Гор (фар. Silas Ólavsson Gaard; род. 23 мая 2004 года в Клаксвуйке, Фарерские острова) — фарерский футболист, игрок клуба «КИ».

## Клубная карьера
Силас является воспитанником системы клаксвуйкского «КИ». В сезоне-2021 он дебютировал во взрослом футболе, отыграв 6 матчей и забив 3 мяча в первом дивизионе за «КИ II». В следующем году состоялся его дебют за главную команду клаксвуйчан: 18 мая Силас принял участие в четвертьфинальном поединке Кубка Фарерских островов с «ИФ», заменив Йоуаннеса Бьярталуя на 93-й минуте. В свой 18-й день рождения игрок подписал первый профессиональный контракт с «КИ». 31 июля Силас впервые сыграл в фарерской премьер-лиге, выйдя на замену вместо Мадса Миккельсена на 81-й минуте матча против «Б68».

## Международная карьера
Силас представлял Фарерские острова на юношеском уровне. В 2019 году он провёл 3 встречи за юношескую сборную до 17 лет. С 2022 года он защищает цвета юношеской сборной до 19 лет, отыграв в её составе 5 встреч.

## Достижения
«КИ»
- Чемпион Фарерских островов (1): 2022
- Обладатель Суперкубка Фарерских островов (1): 2023